# Rejon markiwski
Rejon markiwski – jednostka administracyjna w składzie obwodu ługańskiego Ukrainy.
Powstał w 1960. Ma powierzchnię 1200 km² i liczy około 14,4 tys. mieszkańców. Siedzibą władz rejonu jest Markiwka.
W skład rejonu wchodzą 1 osiedlowa rada oraz 8 silskich rad, obejmujących w sumie 34 miejscowości.